# Hrvatski laburisti – Stranka rada
Hrvatski laburisti – Stranka rada (skraćeno Laburisti), politička stranka lijevog centra koja djeluje u Hrvatskoj.
Stranka je osnovana 27. veljače 2010. godine.

## Organizacijska struktura stranke
Hrvatski laburisti – Stranka rada su organizirani prema teritorijalnom načelu, slijedeći teritorijalni ustroj Republike Hrvatske.
- Ogranak – temeljni ustrojstveni oblik, osniva se za područje općine, odnosno grada i gradske četvrti grada Zagreba.
- Podružnica – osniva se za područje županije, odnosno Grada Zagreba.

Tijela stranke
- Sabor Stranke – najviše programsko, statutarno i izborno tijelo Stranke.
- Nacionalno vijeće Stranke – najviše tijelo Stranke između dvaju zasjedanja Sabora Stranke.
- Predsjedništvo Stranke – tijelo koje predstavlja Stranku a sastoji se od devet članova: predsjednika stranke, tajnika stranke, dva potpredsjednika, predsjednika Nacionalnog vijeća i četiri birana člana.
- Predsjednik Stranke – osoba koja zastupa Stranku.
- Tajnik Stranke – osoba koja predstavlja Stranku u javnosti po nalogu Predsjednika, te pomaže Predsjedniku u političkom radu.
- Sud časti – tijelo koje donosi odluke u stegovnim postupcima, postupcima suspenzija i postupku zabrane upisa u Registar članova Stranke.
- Nadzorni odbor – tijelo koje nadzire materijalno i financijsko poslovanje svih dijelova i tijela Stranke.
- Statutarna komisija – tijelo koje je nadležno za kontrolu statutarnosti svih odluka svih tijela Stranke.

## Izborni rezultati
| Izbori | U koaliciji s  | Broj birača        | %                  | Broj zastupnika u saboru | Promjena     | Dio Vlade?   |
| Izbori | U koaliciji s  | (cijela koalicija) | (cijela koalicija) | (samo HL SR)             | (samo HL SR) | (samo HL SR) |
| ------ | -------------- | ------------------ | ------------------ | ------------------------ | ------------ | ------------ |
| 2011.  |                | 121.785            | 5,17               | 6 / 151                  | 6            | Oporba       |
| 2015.  | Hrvatska raste | 742.909            | 33,38              | 3 / 151                  | ▼ 3          | Oporba       |
| 2016.  |                | 4821               | 0,25               | 0 / 151                  | ▼ 3          | Oporba       |
| 2020.  | D-RI           | 6594               | 0,40               | 0 / 151                  | ▬            | Oporba       |

| Izbori | Kandidat        | Prvi krug    | Prvi krug  | Drugi krug   | Drugi krug | Rezultat |
| Izbori | Kandidat        | Broj glasova | %          | Broj glasova | %          | Rezultat |
| ------ | --------------- | ------------ | ---------- | ------------ | ---------- | -------- |
| 2015.  | Ivo Josipović   | 687.678      | 38,46 (#1) | 1.082.436    | 49,26 (#2) | Poraz    |
| 2020.  | Zoran Milanović | 562.783      | 29,55 (#1) | 1.034.170    | 52,66 (#1) | Pobjeda  |

| Izbori | U koaliciji s           | Broj birača        | %                  | Broj zastupnika u EP-u | Promjena     |
| Izbori | U koaliciji s           | (cijela koalicija) | (cijela koalicija) | (samo HL SR)           | (samo HL SR) |
| ------ | ----------------------- | ------------------ | ------------------ | ---------------------- | ------------ |
| 2013.  |                         | 42.750             | 5,77               | 1 / 12                 | 1            |
| 2014.  |                         | 31.363             | 3,40               | 0 / 11                 | ▼ 1          |
| 2019.  | Amsterdamskoj koaliciji | 55.829             | 5,19               | 0 / 12                 | ▬            |

DIP

## Vanjske poveznice
- Službena web-stranica
- Službeni Facebook profil